# قفل الحب

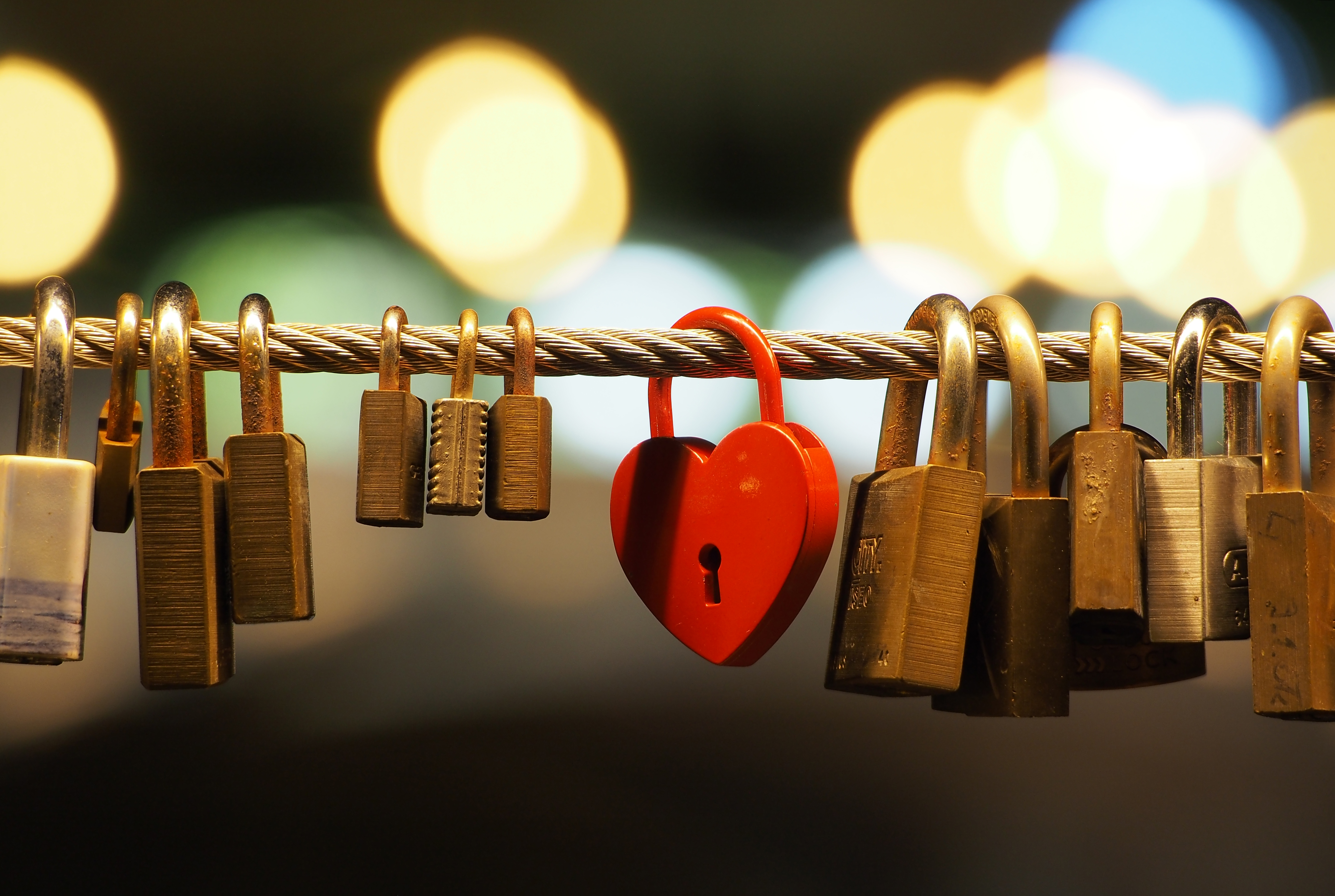
أقفال الحب ليلا على جسر الجزارين في ليوبليانا، سلوفينيا.

قفل الحب هو قفل يثبته العشاق على جسر أو سياج أو بوابة أو ما شابه ذلك، كرمز لحبهما. في العادة تحفر أسماء الأحبة أو حروف اسمهما على القفل ويلقى بالمفتاح بعيدا ليرمز ذلك إلى الحب الأبدي. منذ عقد ال2000، انتشرت أقفال الحب في عدد متزايد من المواقع حول العالم. تعتبر السلطات البلدية أقفال الحب بشكل واسع قمامة أو تخريبا، فإزالتها مكلفة. إلا أن بعض السلطات تبنتها، ومنها ما تستخدم هذه الظاهرة في جمع التبرعات لمشاريع أو كمعالم سياحية.

## التاريخ
يعود تريخ أقفال الحب على الأقل 100 سنة، في حكاية حرب صربية سوداوية عن الحرب العالمية الأولى، التي تتحدث عن جسر موست ليوبافي (وتعني جسر الحب) في مدينة فرنياتشكا بانيا. وقعت معلمة محلية تدعى نادا من فرنياتشكا بانيا في حب ضابط صربي اسمه ريليا. بعد أن ارتبطا ببعضهما البعض، ذهب الضابط إلى الحرب في اليونان حيث وقع في حب امرأة محلية من كورفو. ونتيجة لذلك انفصل ريليا عن نادا. لم نتعافى نادا من تلك الضربة المؤلمة، وبعد مرور وقت ماتت من الحسرة على حبها. لأن الشابات من فرنياتشكا بانيا أردن حماية من يحبون، شرعن في كتابة أسمائهن مع أسماء أحبائهن على الأقفال وتثبيتها على درابزين الجسر الذي كانت نادا تلتقي مع حبيبها ريليا.
في بقية أوروبا، بدأت أقفال الحب تظهر في أوائل عقد ال2000. أسباب ظهور أقفال الحب تختلف من مواقع إلى آخر، وهي في الكثير من الأحيان غير واضحة. ومع ذلك، تعزى طقوس  تثبيت أقفال الحب على جسر بونتي ميلفيو في روما  إلى الكتاب الإيطالي من عام 2006  أريدك للكاتب الإيطالي فيديريكو موتشيا الذي أنتجه كفيلم في عام 2007.

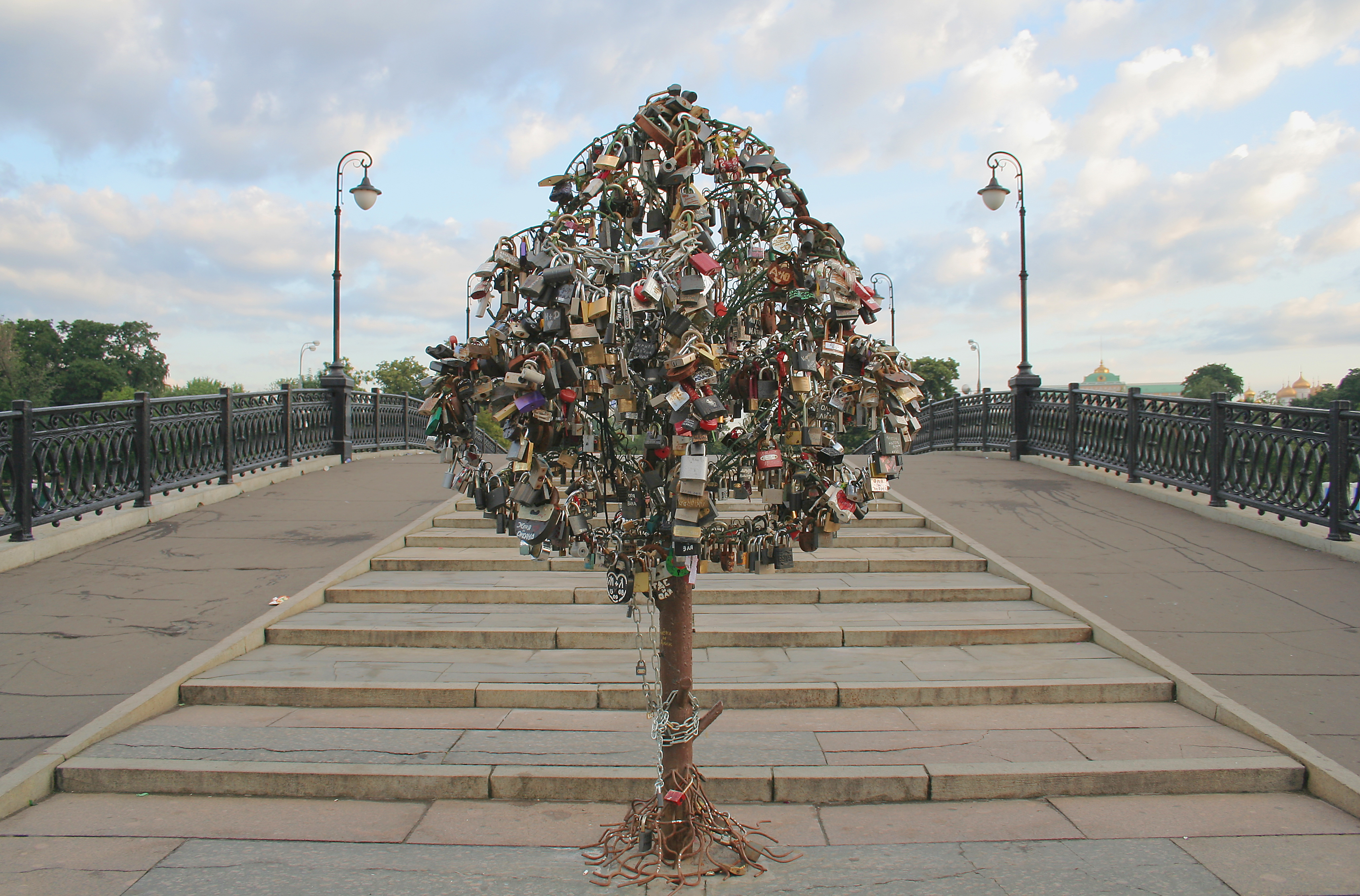
واحدة من العديد من الشجرات الحيدية المبنية خصيصا لغرض على جسر فوق قناة فودوتفودني في موسكو مغطاة بالأقفال تماما.

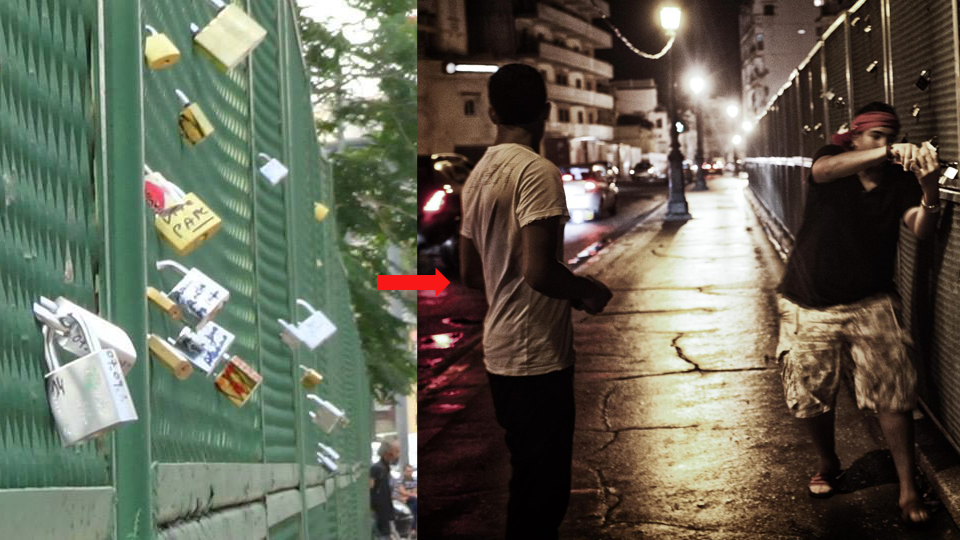
أقفال الحب في الجزائر تم إزالتها من قبل بعض الشباب

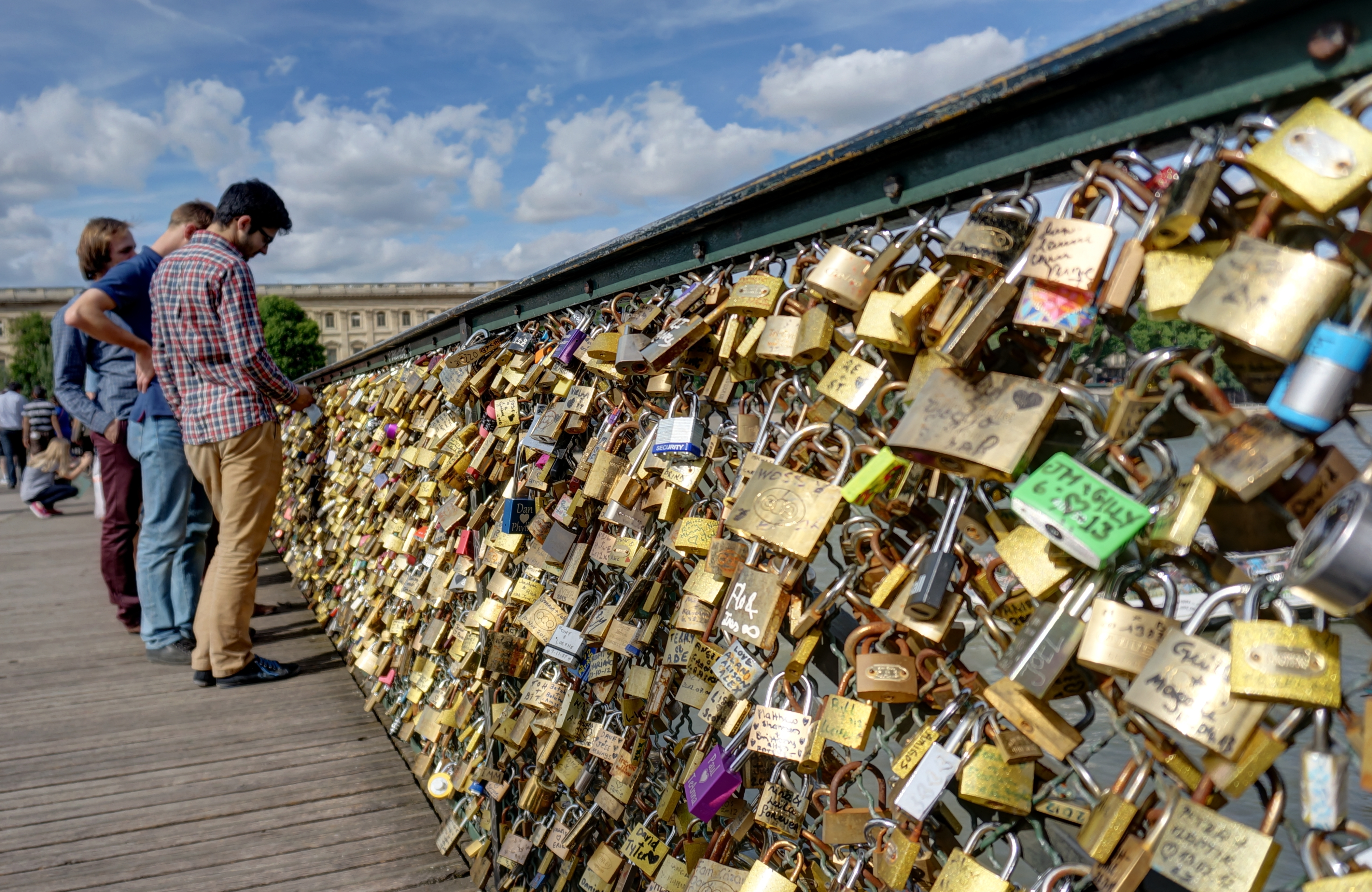
أقفال الحب على جسر الفنون في باريس

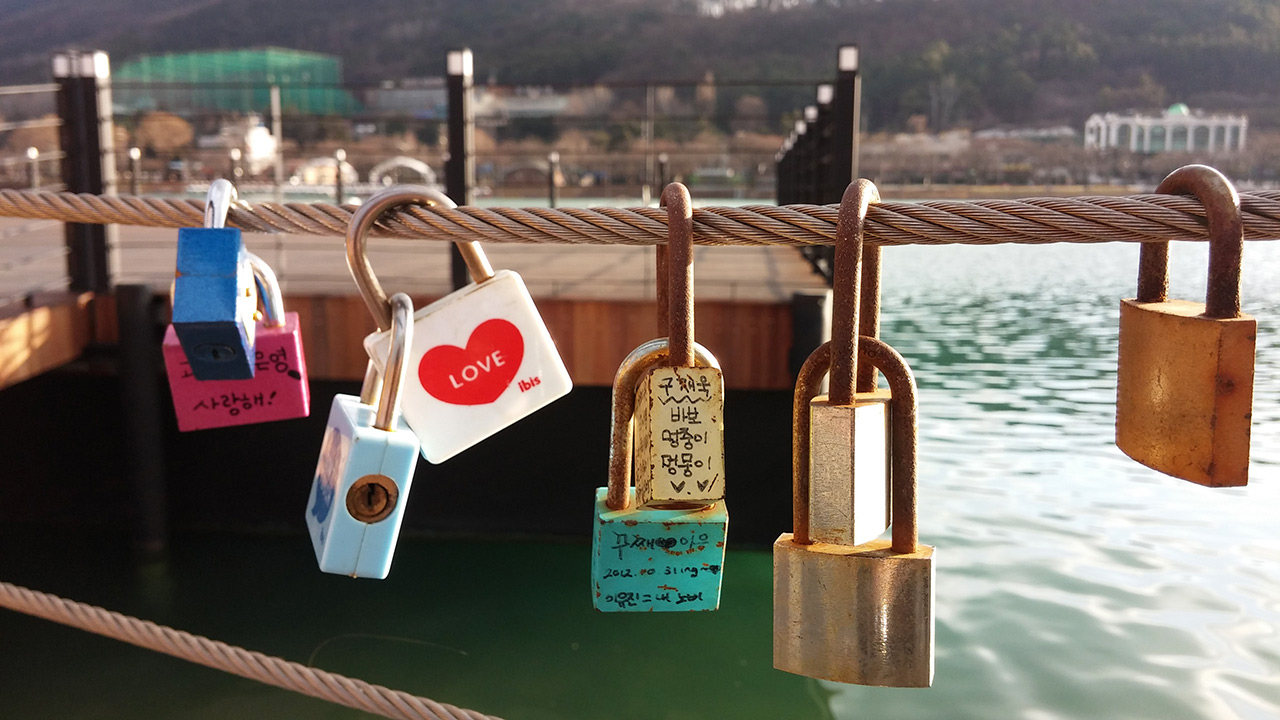
أقفال الحب في بحيرة سوسيونغ في دايغو في كوريا الجنوبية

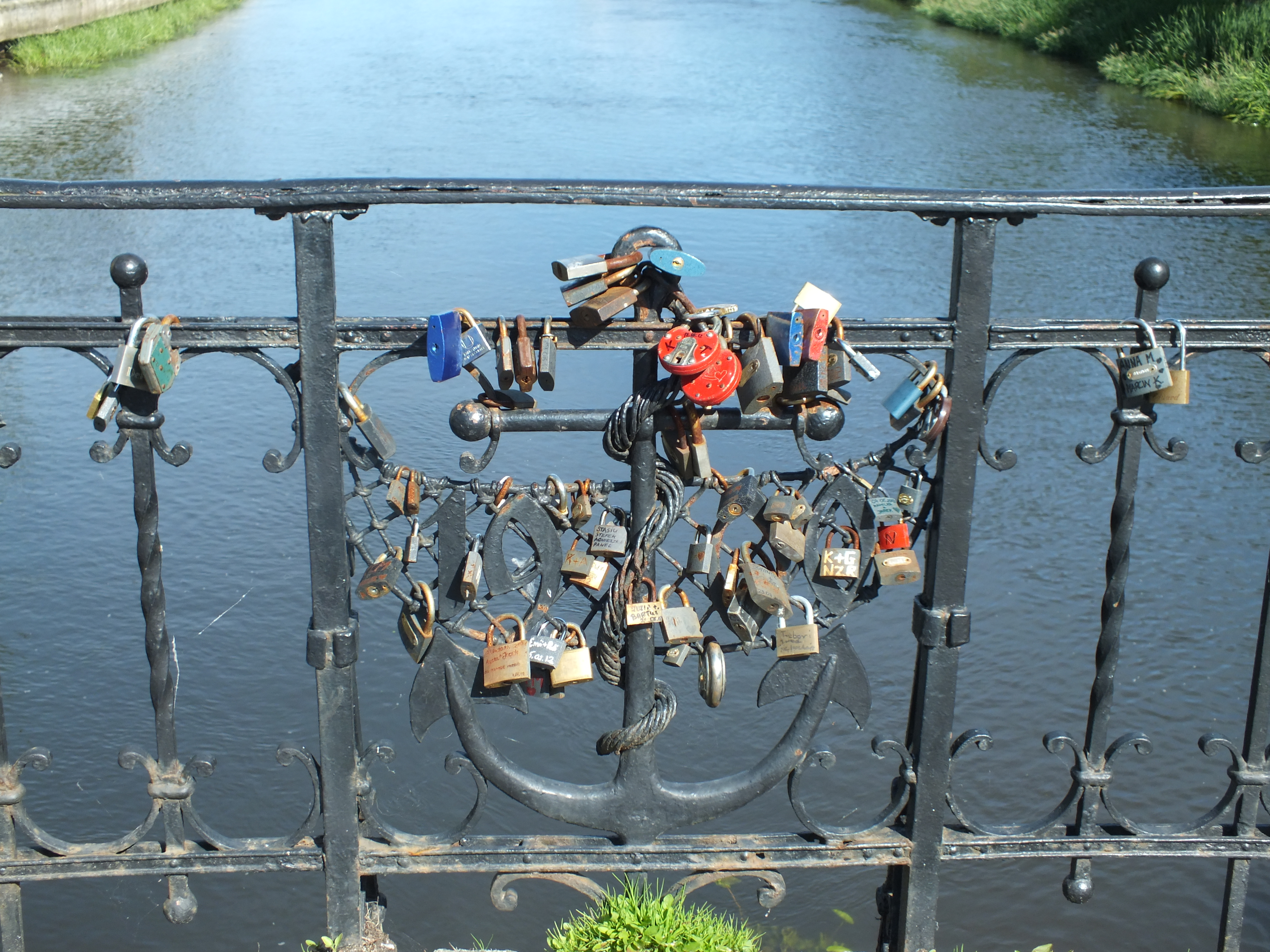
أقفال الحب في كولوبرزيغ, بارسنتا،بولندا